# جورج فايرستون
جورج فايرستون هو شخصية أعمال وسياسي أمريكي، ولد في 13 مايو 1931 في نيويورك في الولايات المتحدة، وتوفي في 2 مارس 2012 بسبب مرض آلزهايمر. نشط حزبياً في الحزب الديمقراطي. وقد انتخب وزير الدولة لولاية فلوريدا ‏ وانتخب عضو مجلس ولاية فلوريدا ‏ وانتخب عضو مجلس نواب فلوريدا ‏.